# 워터턴-글레이셔 국제 평화 공원

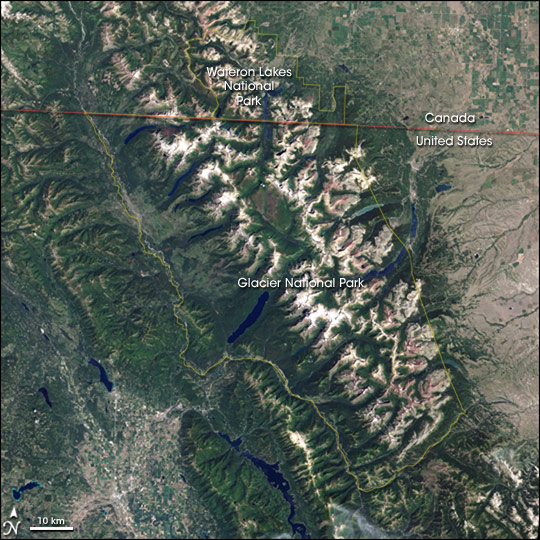

워터턴-글레이셔 국제 평화 공원(Waterton-Glacier International Peace Park)은 캐나다의 워터턴 레이크스 국립공원(Waterton Lakes National Park)과 미국의 글레이셔 국립공원 (미국)(Glacier National Park)이 합쳐진 곳이다. 두 공원 모두 유네스코에 의해 생물권보전지역으로 지정되었으며, 두 곳의 연합은 세계유산으로 지정되었다.